# Homapoderus centralafricanus
Homapoderus centralafricanus es una especie de coleóptero de la familia Attelabidae.

## Distribución geográfica
Habita en el Congo y en República Democrática del Congo.